# HR 1614
HR 1614 (284 G. Eridani, GJ 183) je hvězda v souhvězdí Eridanu. Na základě měření paralaxy je vzdálená přibližně 28,8 světelných let od Země. Je hlavní posloupnosti a spektrální klasifikace K3V. Chromosféra má efektivní teplotu přibližně 4 945 K, což dává této hvězdě oranžový odstín charakteristický pro hvězdy typu K. Má asi 84 % hmotnosti Slunce a 78 % poloměru Slunce.
HR 1614 je trpasličí hvězda bohatá na kovy, což znamená, že ve svém spektru vykazuje neobvykle vysoký podíl prvků těžších než helium. Tato metalicita je vyjádřena poměrem železa k vodíku ve srovnání se Sluncem. V případě HR 1614 je tento poměr asi o 90 % vyšší než u Slunce. Aktivní cyklus této hvězdy má délku 11,1 let. Na základě gyrochronologie je odhadovan věk hvězdy na 4,5 miliardy let.
Tento systém je členem skupiny alespoň devíti hvězd, které sdílejí společný pohyb prostorem. Členové této skupiny vykazují stejnou hojnost těžkých prvků jako HR 1614, což může naznačovat společný původ těchto hvězd. Rychlost v prostoru této skupiny vzhledem ke Slunci je 59 km/s. Odhadovaný věk této skupiny je 2 miliardy let, což naznačuje odpovídající věk této hvězdy.